# Cap Howe
Pour les articles homonymes, voir Howe.
Le cap Howe se situe sur la côte est de l'Australie, à la frontière entre la Nouvelle-Galles du Sud et le Victoria.
Il est situé entre la Nadgee Nature Reserve du côté de la Nouvelle Galles du Sud et le Croajingolong National Park du côté du Victoria. Les eaux baignant le cap appartiennent au Cape Howe Marine National Park.
L'endroit fut appelé ainsi par le capitaine Cook quand il y passa le 20 avril 1770 en l'honneur de Richard Howe, 1er comte de Howe qui était Treasurer of the Navy' (« Trésorier de la marine ») à l'époque[réf. souhaitée].